# Dhubri
Dhubri (assamesisch ধুবুৰী IAST Dhūbrī [ˈdʱubri]) ist eine Stadt im indischen Bundesstaat Assam. Sie liegt etwa 290 Kilometer westlich von Guwahati am nördlichen Ufer des Brahmaputra unweit der Grenze zu Bangladesch. Dhubri hatte zur Zeit der Volkszählung 2001 63.965 Einwohner und ist Hauptstadt des Distrikts Dhubri.
Dhubri war früher ein wichtiges Handelszentrum und hatte einen Hafen, der insbesondere als Umschlagsplatz für Jute diente.
Am 30. April 2012 ereignete sich in der Nähe der Stadt ein Fährunglück auf dem Brahmaputra, bei dem mehr als 100 Menschen ums Leben kamen. Es handelt sich dabei um eine der schwersten Schiffskatastrophen in der jüngeren Geschichte Südasiens.